# Cinommata
Cinommata är ett släkte av fjärilar. Cinommata ingår i familjen påfågelsspinnare.
Kladogram enligt Catalogue of Life:
| Cinommata | \| \| Cinommata bistrigata \| \| \| \| \| \| Cinommata izquierdoi \| \| \| \| |
|           | \| \| Cinommata bistrigata \| \| \| \| \| \| Cinommata izquierdoi \| \| \| \| |
|           | Cinommata bistrigata                                                          |
|           |                                                                               |
|           | Cinommata izquierdoi                                                          |
|           |                                                                               |